# Gougenheim
Gougenheim je občina v departmaju Bas-Rhin francoske regije Alzacija.
Leta 2010 je v občini živelo 363 oseb oz. 85 oseb/km².